# فرودگاه بریگادیر مایور سزار رائول اویدا
فرودگاه بریگادیر مایور سزار رائول اویدا (به انگلیسی: Brigadier Mayor César Raúl Ojeda Airport) (به زبان بومی: Aeropuerto de San Luis - Brigadier Mayor César Raúl Ojeda) یک فرودگاه همگانی و نظامی مسافربری با کد یاتا LUQ است که یک باند فرود آسفالت دارد و طول باند آن ۲۹۵۰ متر است. این فرودگاه در شهر سان لوئیس کشور آرژانتین قرار دارد و در ارتفاع ۷۱۰ متری از سطح دریا واقع شده‌است.